# Domingo de Pasión

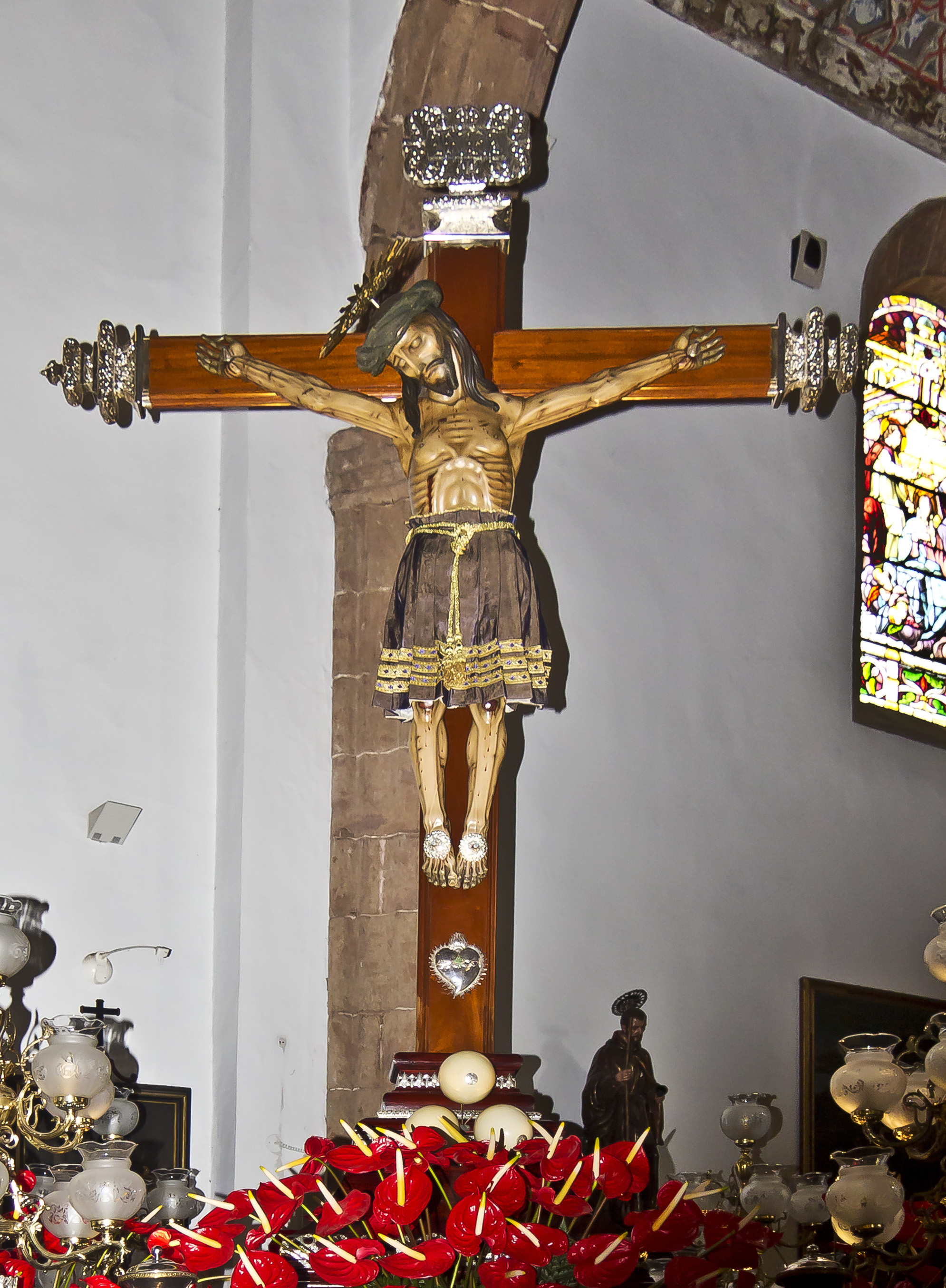
Cristo de Burgos (San Cristóbal de La Laguna, Tenerife).

El Domingo de Pasión es el nombre con el que se conocía, antes de la reforma litúrgica posterior al Concilio Vaticano II, al actual quinto domingo del tiempo de Cuaresma en el rito romano de la Iglesia católica, inmediatamente anterior al Domingo de Ramos, inicio de la Semana Santa. Dentro de la historia de la Iglesia en general no suele tener excesiva relevancia, aunque en el ámbito de las Hermandades y Cofradías de culto a imágenes de Jesucristo y la virgen María, se le considera de profundo significado y lleno de actos dedicados a las imágenes titulares de estas asociaciones católicas. Los principales cultos consisten en Besamanos o besapie durante todo el domingo, empezando o terminando estos con una Eucaristía dedicada a la advocación que presenta la imagen.
Hay lugares en que es costumbre, este día se cubren con velos morados o negros todas las imágenes de Jesucristo, de la Virgen María y de los santos que se ubican en el templo que no van a salir en procesión durante la Semana Santa y no volverán a descubrirse hasta el canto del Gloria in excelsis en la noche de la Vigilia Pascual. Actualmente este acto es facultativo, pero recomentado por el misal.
En Andalucía y gran parte de España, se le considera el preludio oficial de la Semana Santa, celebrándose también los pregones oficiales de las mismas, organizados por los Consejos, Juntas o Grupos de las Cofradías que salen en Semana Santa.

## Procesiones destacadas

### España
- En Ciudad Real tiene lugar la procesión de Jesús Nazareno, que sale a las 6 de la tarde desde la Parroquia de San Pedro Apóstol.  La Antigua y Venerable Hermandad de Nuestro Padre Jesús Nazareno y María Stma. del Amparo en su Gracia y Esperanza, celebra así la primera de las dos salidas anuales de la Sagrada Imagen del Señor de Ciudad Real, teniendo lugar la segunda en la madrugada del Viernes Santo.

- En San Cristóbal de La Laguna (Tenerife) tiene lugar desde la Parroquia Matriz de la Concepción la procesión del Santísimo Cristo del Rescate acompañado por la imagen de Nuestra Señora de los Dolores ("La Predilecta"). Acompaña la Cofradía del Santísimo Cristo del Rescate y Nuestra Señora de los Dolores. Más tarde se realiza la procesión del Cristo de Burgos partiendo desde la Catedral de San Cristóbal de La Laguna. Lo acompaña la Cofradía del Santísimo Cristo de Burgos y de Nuestra Señora de la Cinta.[6]